# 济东王
济东王，中国古代封爵之一。

## 汉朝
- 第一次册封（汉景帝册封）
  - 济东王刘彭离，前144年-前113年在位，梁孝王刘武之子。治所在无盐县（今山东省东平县东），刘彭离死后国除，济东国改为大河郡。